# Jarl Salomein
Jarl Salomein (* 27. Januar 1989 in Gent) ist ein ehemaliger belgischer Radrennfahrer.

## Karriere
Jarl Salomein gewann 2005 das belgische Eintagesrennen Herman Vanspringels Diamond. In der Saison 2007 war er jeweils bei einer Etappe der Route de l’Avenir und der Ronde Vlaamse Ardennen erfolgreich. Außerdem wurde er belgischer Vizemeister im Straßenrennen der Juniorenklasse. 2010 gewann er mit seinem Team Beveren 2000 eine Etappe bei der Ronde de l’Oise und die U23-Austragung des Omloop Het Nieuwsblad. Ab 2011 fuhr er für das belgische Professional Continental Team Topsport Vlaanderen-Mercator und seine Nachfolgeteams. 2017 beendete er seine Radsportlaufbahn.
Jarl Salomein ist ein Sohn von Patrick Salomein, der 1976 bei Zoppas-Splendor-Sinalco Profi war, und ein Neffe von Norbert Dedeckere, der 1972 Cyclocross-Weltmeister der Amateure wurde.

## Erfolge
2007
- Route de l’Avenir

2010
- eine Etappe Ronde de l’Oise
- Omloop Het Nieuwsblad (U23)

2015
- Bergwertung Driedaagse De Panne-Koksijde